# Richard Zechmeister
Richard Zechmeister (28 de mayo de 1975) es un deportista austríaco que compite en tiro, en la modalidad de pistola.
Ganó una medalla de oro en el Campeonato Mundial de Tiro de 2022 y una medalla de plata en el Campeonato Europeo de Tiro en 10 m de 2024, ambas en la prueba de pistola 10 m mixto.

## Palmarés internacional
| Campeonato Mundial | Campeonato Mundial | Campeonato Mundial | Campeonato Mundial |
| Año                | Lugar              | Medalla            | Prueba             |
| ------------------ | ------------------ | ------------------ | ------------------ |
| 2022               | El Cairo (Egipto)  | Medalla de oro     | Pistola 10 m mixto |
| Campeonato Europeo |                    |                    |                    |
| Año                | Lugar              | Medalla            | Prueba             |
| 2024               | Győr (Hungría)     | Medalla de plata   | Pistola 10 m mixto |